# Кузьмина (Пермский край)
Кузьмина — деревня в Кудымкарском районе Пермского края. Входила в состав Ошибского сельского поселения. Располагается на правом берегу реки Велвы северо-восточнее от города Кудымкара. Расстояние до районного центра составляет 29 км. По данным Всероссийской переписи населения 2010 года, в деревне проживал 61 человек (29 мужчин и 32 женщины).

## История
По данным на 1 июля 1963 года, в деревне проживал 131 человек. Населённый пункт входил в состав Ошибского сельсовета.